# Дра-Абу-эль-Нага
Дра-Абу-эль-Нага или Дра Абу эль-Нага, или Дра-Абу-эн-Нага (араб. ذراع أبو النجا‎; DMG Ḏirāʿ Abū n-Naǧā) — древнеегипетский некрополь, расположенный в Долине Царей на западном берегу Нила близ Фив, у входа в долину, ведущую к Дейр-эль-Бахри, севернее некрополя эль-Ассасиф.
Представляет собой два находящихся рядом некрополя. На более раннем захоронения проводились ещё во времена XI династии. Второй, включающий в себя более 60 гробниц, становится местом царских захоронений начиная с эпохи Второго междуцарствия (XVII династия). Здесь похоронены фараоны XVII и XVIII династий: Аменхотеп I, Таа II Секененра. Яхмос I и его сестра и супруга, царица Яхмос-Нефертари. Во время раскопок, проведённых в недалёком прошлом археологи обнаружили гробницу фараона XVII династии Нуб-хепер Ра-Анхотепа.
Служил также местом погребений живших прежде в Фивах чиновников эпохи Нового царства.
В раннехристианский период на территории некрополя находился коптский монастырь Дейр-эль-Бахит. Развалины его сохранились до наших дней.

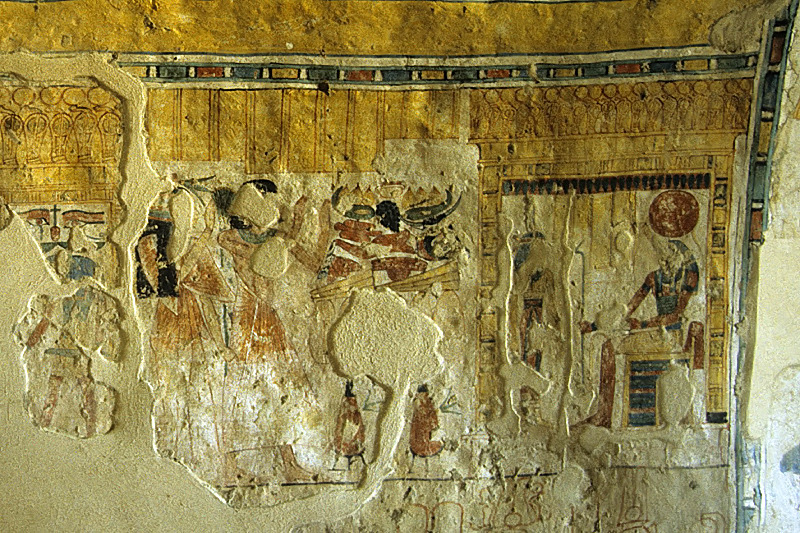
Роспись из гробницы Шурои TT13: покойный и его супруга молятся Маат и Ра-Хорахте
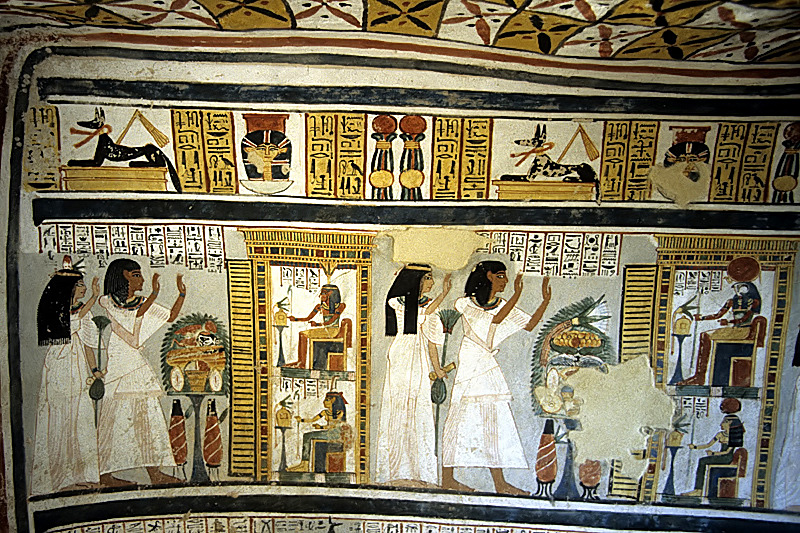
Роспись из гробницы TT255 Рои: 1. Аменемопет и его жена молятся Нефертуму и Маат; 2. Рои с супругой молятся Ра-Хорахте и Хатхор